# Susan Haywood
Susan Haywood, souvent appelée Sue Haywood, née le 9 octobre 1971, est une coureuse cycliste américaine, spécialiste du VTT cross-country, active dans les années 2000. Elle finit notamment dans les 10 premières du classement général de la Coupe du monde 2002 et la Coupe du monde 2003.

## Palmarès en VTT

### Championnats du monde de cross-country
- 2001 : 27e
- 2002 : 17e
- 2003 : 6e

### Coupe du monde de cross-country
- 2002 : 7e du classement général
- 2003 : 10e du classement général